# 正面通

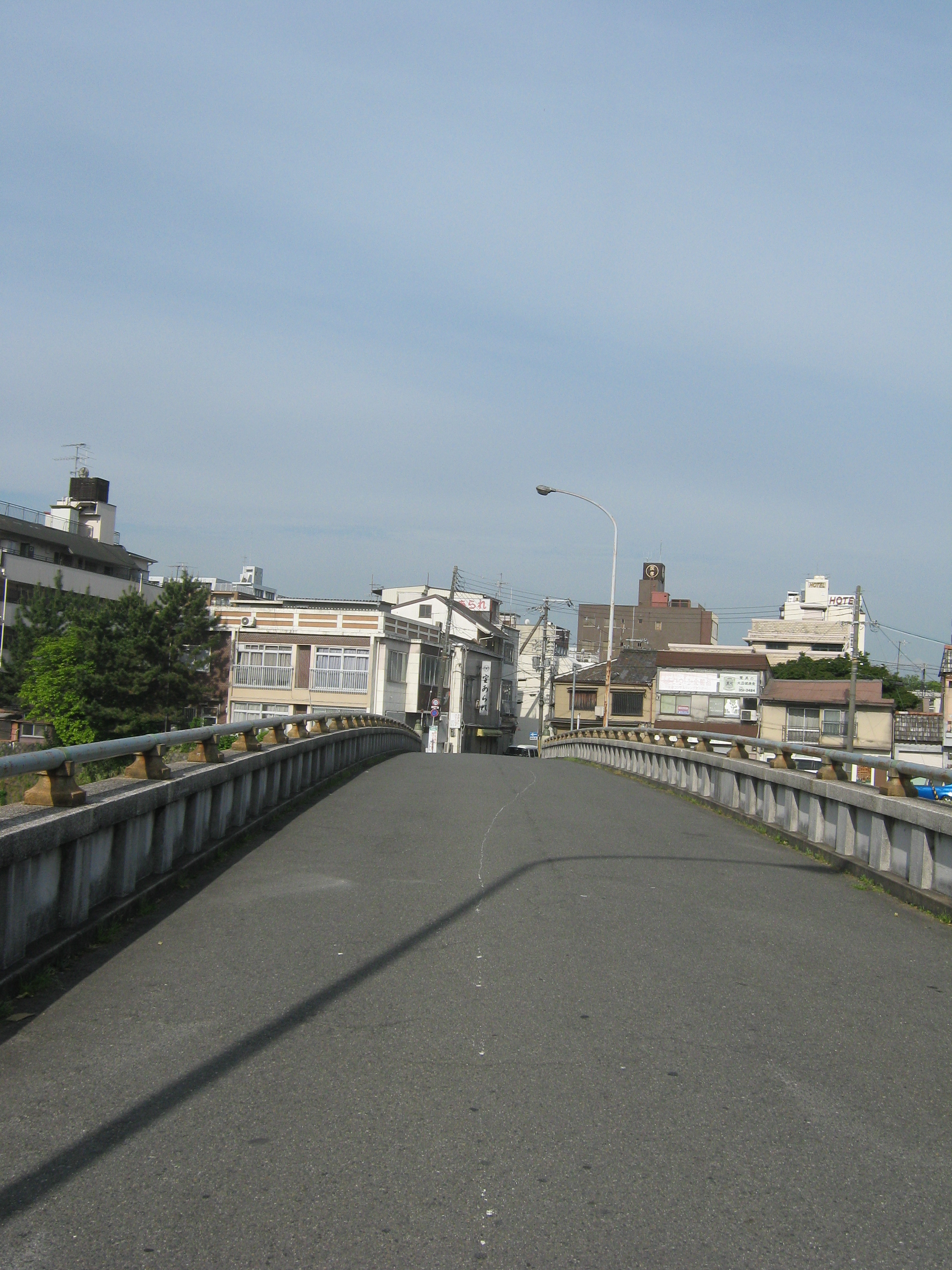
正面通、鴨川にかかる正面橋部分、東山区

正面通（しょうめんどおり）は京都市の東西の通りの一つ。大和大路通の方広寺から千本通まで。渉成園（枳殻邸）、東本願寺、西本願寺などで中断する。渉成園と不明門通の間では中珠数屋町通とも呼ばれる。
正面通の名称は、方広寺大仏殿（京の大仏）の正面につながる通りであることに由来する。
最東端部、豊国神社への参道にあたる大和大路通から本町通までの間およそ100mは、歩道と中央分離帯の整備された広い通りとなっている。ただし車通りはかなり少ない。それ以外の区間は対面通行は可能であるが道幅は狭い。

## 沿道の主な施設
- 方広寺と大仏殿跡
- 豊国神社
- 耳塚
- 京都美術工芸大学京都東山キャンパス（京都市立貞教小学校跡地）
- 渉成園（枳殻邸）
- 東本願寺
- 西本願寺
- 嶋原
- 中央卸売市場
- 任天堂旧社屋